# Hamish Robertson (Leichtathlet)
Hamish Robertson (* 26. April 1947) ist ein ehemaliger britischer Weit- und Dreispringer.
Bei den British Commonwealth Games 1970 in Edinburgh wurde er für Schottland startend Achter im Weitsprung und schied im Dreisprung in der Qualifikation aus.
Dreimal wurde er Schottischer Meister im Weitsprung (1966, 1969, 1971) und sechsmal im Dreisprung (1966, 1967, 1969–1972).

## Persönliche Bestleistungen
- Weitsprung: 7,41 m, 29. Juli 1972, Edinburgh
- Dreisprung: 15,27 m, 24. Juni 1972, Edinburgh